# アレクセイ・ベストゥージェフ＝リューミン

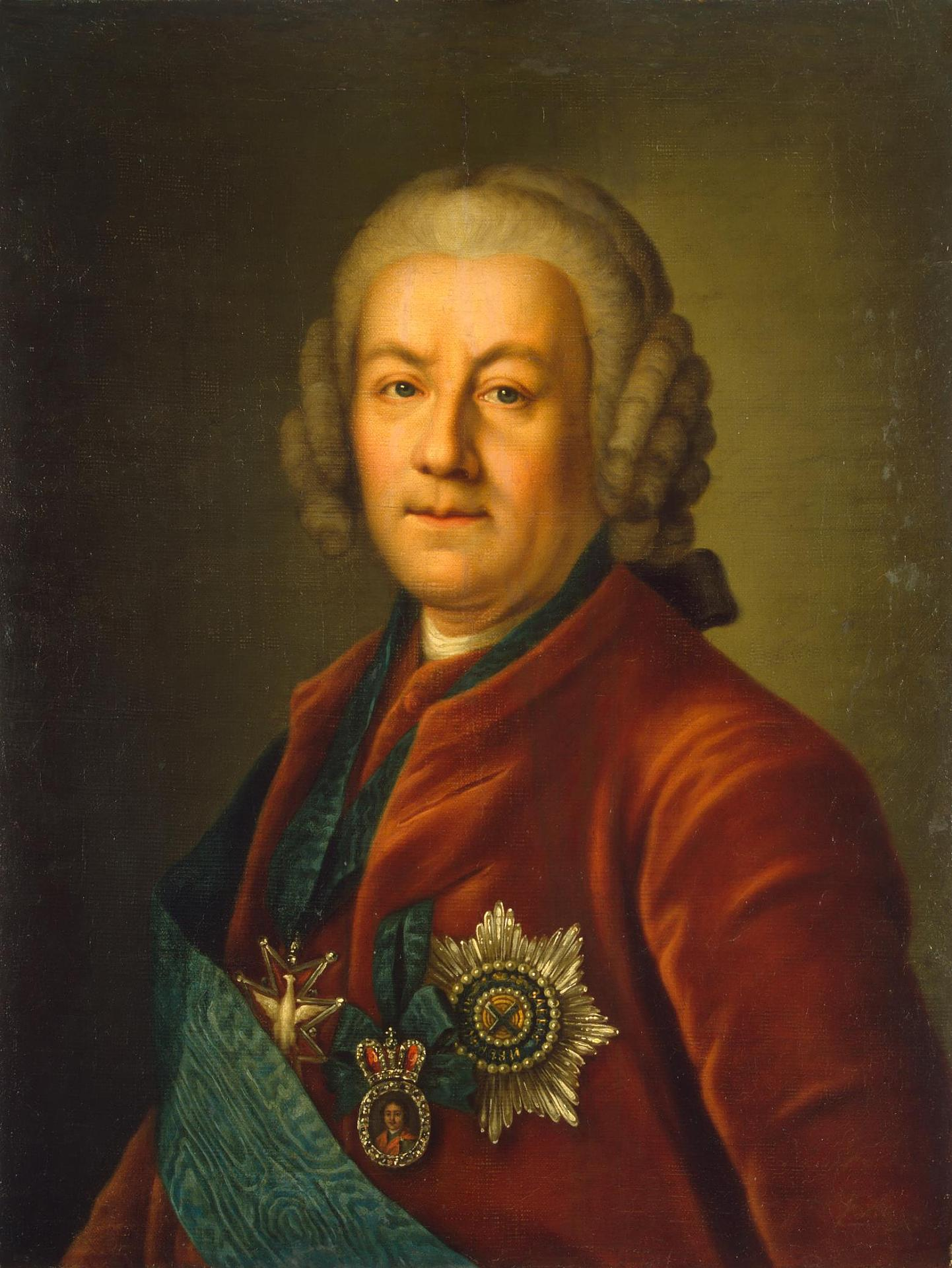
アレクセイ・ペトローヴィチ・ベストゥージェフ＝リューミン

アレクセイ・ペトローヴィチ・ベストゥージェフ＝リューミン伯爵（ロシア語: Алексе́й Петро́вич Бесту́жев-Рю́мин、Aleksei Petrovich Bestuzhev-Ryumin、ユリウス暦1693年5月22日（グレゴリオ暦6月1日） -  ユリウス暦1768年4月10日（グレゴリオ暦4月21日））は、帝政ロシアの政治家、外交官、貴族。ロシア女帝エリザヴェータの下で大宰相（帝国宰相）を務め、エリザヴェータ女帝在世中の外交政策を担った。18世紀のヨーロッパの外交官中、最も有能かつ成功した外交家と評されるひとり。

## 生い立ちと初期の経歴
モスクワに生まれる。生家はロシアの古い貴族の家柄で、その起源はリューリクのノヴゴロド征服まで遡ることができる。父ピョートル・ベストゥージェフ＝リューミン伯爵は、外交官で後にクールラント公使を務めた。兄のミハイルとともにコペンハーゲンとベルリンに遊学し、言語と応用科学の分野で才能を現した。
1712年、ピョートル大帝の命によりボリス・クラーキン公爵の随員としてユトレヒト会議に参加する。この会議に参加し外交術を実地に学んだベストゥージェフは、同様の理由で1713年ハノーファー選帝侯ゲオルク・ルートヴィヒ（後のイギリス国王ジョージ1世）に仕える。1714年、ジョージ1世がイギリス国王に即位したのに従い、ロンドンに移る。ペテルブルクの宮廷ではベストゥージェフに対して正式にロシア公使としての全権委任状を付与した。ベストゥージェフはイギリスに4年滞在したが、この期間に後の卓越した外交家の基礎を築き上げた。
一方でこの時期、ベストゥージェフは自らの将来を崩壊せしめかねない危険な一件に関与している。ピョートル大帝とその長男アレクセイ大公の確執である。ベストゥージェフはウィーンに逃亡中のアレクセイ皇太子に対して書簡を送った。その中で「未来の支配者」たるアレクセイに対して忠誠を誓うとともに、イギリスへの渡航と隠遁を勧めた。このことは、あまりにも無分別な行動であったが、肝心の手紙はアレクセイによって破棄された。但し、この書簡はオーストリア公使によって写しが取られ、ウィーンの公文書館に保管された。
ロシアに帰国後、ベストゥージェフは、クールラント公妃アンナの宮廷に2年仕えたが、その無償の奉仕ぶりから最高の貴紳と賞賛された。1721年、ヴァシーリー・ドルゴルーコフ公爵の後任として駐デンマーク公使に任命される。コペンハーゲンでは、大北方戦争の講和として締結されたニスタット条約に向けてイギリスとの間に外交戦を展開した。
1725年のピョートル大帝の突然の崩御は、ベストゥージェフを大いに当惑させた。結局、彼はコペンハーゲンに10年以上の長きにわたって滞在した。1730年にアンナが帝位に就くと、女帝に仕えて枢密顧問官となり、寵臣ビロンや重臣アルテミー・ヴォルィンスキーの信任を得た。1741年アンナが崩御し、後を継いだイヴァン6世が幼少であったため、ビロンが摂政となった。ベストゥージェフは引き続きビロンを補佐するが、ビロンは失脚し、イヴァン6世の母、アンナ・レオポルドヴナが摂政となった。

## 大宰相
権力基盤が崩れたかに見えたベストゥージェフであったが、思いもよらず早くも救いの手が差し伸べられた。ピョートル大帝の第2皇女エリザヴェータ・ペトローヴナのクーデターである。1741年12月6日、女帝に即位したエリザヴェータはベストゥージェフを召還し、副宰相に任じた。こうしてエリザヴェータの治世20年間にわたりベストゥージェフは、ロシアの外交を担うことになる。
ベストゥージェフの外交方針は反フランスであった。露仏両国はオスマン帝国、スウェーデン、ポーランドをめぐり利害が衝突した。また、フリードリヒ大王統治下のプロイセンも台頭著しくロシアにとって新たな脅威となった。ベストゥージェフは、英国とオーストリアに接近し、自然同盟を形成した。ベストゥージェフはこれにザクセン公国を加え四国同盟を構築し、普仏同盟に対抗した。しかし英墺への接近は同時にベストゥージェフの権力基盤を不安定化させた。エリザヴェータはオーストリアに対して個人的な嫌悪を抱いていた上、ロシアの宮廷には親仏、親普派の勢力も存在し、ベストゥージェフを失脚させるために多くの陰謀が企てられた。ベストゥージェフは兄ミハイルの支援も受けながら、反対派の陰謀を退けつつ、段階的に外交方針を実行していった。
1741年、ロシアの皇位継承に絡む内紛に乗じて、スウェーデンがカレリアに侵攻する。ロシアは20万人の大軍をフィンランドに派遣し、スウェーデン軍と対峙する。1742年12月11日、ベストゥージェフは英露攻守同盟を締結することに成功し、フランスの仲介を拒絶した。ロシア軍はスウェーデン軍を撃破したこともあり、ベストゥージェフは1743年にオーボ（トゥルク）で開催された講和会議でフィンランド全土の割譲を要求した。しかし、ロシア国内の親仏派はエリザヴェータ女帝を動かし、ロマノフ家と姻戚関係にあるホルシュタイン＝ゴットルプ家のアドルフ・フレドリクをフレドリク1世の後継のスウェーデン王に推戴した。結局、ロシアはカレリアを獲得するに止まった。
ベストゥージェフは、1743年3月の普露攻守同盟締結を防ぐことができなかった。しかし、一方でベストゥージェフはプロイセンに対して、侵略したシュレージエンの保障を同盟条約から除外することには成功し、同盟の実質的な重要性を奪った。また、ベストゥージェフのロシア宮廷内における政治工作によってフリードリヒ大王（ベストゥージェフは、ロシアにとってプロイセンはフランスよりも危険であると認識していた）の信用を確実に失墜させていった。ベストゥージェフはブレスラウ条約を締結し、オーストリアとの同盟への道を開いた。
ホルシュタイン派、それを援助する親仏派によるナターリア・ロプーヒナをめぐる陰謀は、オーストリア公使が幽閉されている廃帝イヴァン6世の復位を計画したとエリザヴェータに疑心暗鬼を生じさせることに成功した。1743年フランスからラ・シェタルディ侯が派遣された。ラ・シェタルディはロシア宮廷内の親仏派と結びついて一大勢力を形成した。エリザヴェータの皇位継承者となったカール・ペーター・ウルリヒ（ピョートル・フョードロヴィチ大公、後の皇帝ピョートル3世）が、親仏派の主導でホルシュタイン＝ゴットルプ家の縁戚に当たるゾフィー・アウグスタ・フリーデリケ・フォン・アンハルト＝ツェルプスト（エカテリーナ・アレクセーエヴナ）との婚約が成立し、ベストゥージェフの立場は最も危機に瀕した。ゾフィー公女の母ヨハンナ・エリーザベト（アドルフ・フレドリクの妹）はロシアへの接近とそのために反プロイセンの姿勢を取るベストゥージェフの失脚を目論むフリードリヒ大王の意を受けていた。しかし、ヨハンナ・エリーザベトの陰謀は露見し、エリザヴェータを激怒させる。1744年6月6日、ベストゥージェフはエリザヴェータ女帝にラ・シェタルディ侯に対して24時間以内のロシア国外への退去命令を出させることに成功し、7月14日に大宰相（帝国宰相）に就任する。その年の末にヨハンナ・エリーザベトもロシアから追放され、ベストゥージェフの立場は強固なものとなった。

## プロイセン包囲網
実権を掌握したベストゥージェフは、対プロイセン包囲網を構築する。この時点でフリードリヒ大王は欧州列強からその危険性を強く認識されていた。1745年からベストゥージェフはイギリス、オーストリア、デンマーク、オスマン帝国と同盟を締結する。同時にフランスを牽制することも忘れなかった。
この時期、エリザヴェータの腹心で、副宰相のミハイル・ヴォロンツォフ伯がベストゥージェフの政治的敵対者として台頭してきた。フリードリヒ大王は秘密裏にヴォロンツォフと接近したが、1748年、ベストゥージェフはエリザヴェータにヴォロンツォフがプロイセンから資金を受けたことを暴露し、ヴォロンツォフを一時的に失墜させた。
1748年、アーヘンの和約（エクス・ラ・シャペル条約）でオーストリア継承戦争は一応の解決を見た。アーヘンの和約締結時がベストゥージェフにとってその権勢が頂点に達したときであったが、アーヘンの和約はベストゥージェフの認識を遥かに凌駕し、ヨーロッパの政治状況に普仏両国の離反と英普の和解という変化をもたらした。
ベストゥージェフは、外交に大きな情熱をもって当たるとともに、政治的に激しい偏見を抱く人物であった。このことは結果として、ベストゥージェフが外交力学の変化を認識する上で妨げとなった。彼の英国贔屓もこの傾向を助長させた。
1756年1月16日英普同盟が、1756年5月2日、仏墺同盟が成立する（外交革命）。ヴォロンツォフは、フランス・オーストリア同盟にロシアの加盟を主張したが、ベストゥージェフは英国との二国間同盟を主張した。エリザヴェータは仏墺両国との同盟を選択し、ベストゥージェフの影響力は衰え始めた。ベストゥージェフは劣勢を挽回しようと国務の審議のために閣僚会議の設置を提案し、1756年3月の第1回会議でプロイセンに対してオーストリア、フランス、ポーランドによる同盟を提案した。次いで、皇太子妃エカテリーナ・アレクセーエヴナ大公妃と内密に同盟を結び、プロイセン贔屓のピョートル大公を排して、エカテリーナをエリザヴェータ亡き後に擁立しようと目論む。ベストゥージェフはポーランド貴族のスタニスワフ・アウグスト・ポニャトフスキ（後のポーランド国王）を通してエカテリーナと連絡を取りあう。やがて、エカテリーナとベストゥージェフとの連絡役の地位だけでは飽き足らなくなったポニャトフスキは美貌を誇るエカテリーナのアプローチに屈して愛人関係を持ち、公式にはピョートル大公の娘とされるアンナ・ペトロヴナ大公女を儲けている。
1756年、七年戦争が勃発する。反プロイセン包囲網へロシアは参加するが、政策決定はベストゥージェフの頭越しに行われた。1757年8月30日のグロス・イェーガースドルフの戦いで、アプラクシン元帥率いるロシア軍は勝利する。しかし、アプラクシンがなぜか進軍を停止したため、このことが臆病と無能であると批判された。アプラクシンはベストゥージェフの友人でもあり、アプラクシンへの攻撃はベストゥージェフ自身に跳ね返ることになった。エカテリーナ・アレクセーエヴナ大公妃の政権掌握工作やヴォロンツォフ一族の台頭により、エリザヴェータによって宰相を解任された。
宰相を解任されたベストゥージェフは1759年4月にゴレトヴォへ追放された。1762年1月にエリザヴェータは崩御し、ピョートル3世が帝位に就くが、1762年6月28日のクーデターでエカテリーナ・アレクセーエヴナ皇后が政権を掌握する。エカテリーナはベストゥージェフを宮廷に復帰させ、陸軍元帥の称号を与えた。しかし、これ以後は宮廷における主導権を取り戻すこともできず、1768年4月21日死去した。

## 参考
- The Sbornik of the Russian Historical Society, vols. 1, 3, 5, 7, 12, 22, 26, 66, 79, 80, 8f, 85–86, 91–92, 96, 99, 100, 103 (Saint Petersburg, 1870, &c)
- Politische Correspondenz Friedrichs des Grossen vols. 1–21 (Berlin, 1879?1904)
- R. Nisbet Bain, The Daughter of Peter the Great (London, 1899).
- Bain, Robert Nisbet (1911). "Bestuzhev-Ryumin, Alexius Petrovich, Count" . In Chisholm, Hugh (ed.). Encyclopædia Britannica (英語). Vol. 3 (11th ed.). Cambridge University Press. pp. 824–826.